# 奧克洛恩 (伊利諾伊州)
奧克洛恩（英語：Oak Lawn）是位於美國伊利諾伊州庫克縣的一個村落。

## 地理
奧克洛恩的座標為41°42′54″N 87°45′12″W / 41.71500°N 87.75333°W，而該地最高點為海拔高度182米（即597英尺）。

## 人口
根據2010年美國人口普查的數據，奧克洛恩的面積為22.20平方千米，當中陸地面積為22.20平方千米，而水域面積為0.00平方千米。當地共有人口56690人，而人口密度為每平方千米2,553人。